# Линди
 Тази статия е за града в Танзания.  За административния регион вижте Линди (регион).  За резервата в Естония вижте Линди (резерват).
Град Линди (на английски: Lindi)е един от най-старите градове в Танзания, разположен в югоизточната част на страната на залив със същото име, на брега на Индийския океан. Той е най-малкият административен център в държавата, главен град на едноименния регион, един от най-слабо населените райони на страната. Намира се на 450 km южно от Дар ес Салаам и на 108 km северно от град Мтвара. Населението на града е 41 549 според данни на Националното бюро по статистика от преброяването от 2002 г.
Градът се намира в един от най-сухите райони на страната. Разположен е на западния бряг в устието на река Лукуледи, която се влива с естуар в Индийския океан. Това е единствената постоянна река тук, чиито води край града са солени и се използват за производство на сол. Съществуват и няколко потока, които са твърде ненадеждни, тъй като през сухия сезон напълно пресъхват.
Линди е рядко посещаван от туристи. Градът е един от най-бедните в страната и с най-ниско ниво на образование.

## История
Линди е основан през 11 век от арабски търговци, чиято култура и религия все още доминират в града. Създаден е като търговско средище между Занзибар и вътрешността на страната. В началото на 18 век започва да се развива като главното пристанище на страната на югоизточния бряг, от което в различни посоки отплуват кораби с роби, слонова кост, пчелен восък, мангрово дърво, и каменна сол. Дотук пристигат и търговски кервани от езерото Няса. С течение на годините се развива и процъфтява, като по време на британската колонизация става административен център на Южната провинция. Упадъкът на града започва през 1952 г., когато на 108 km на юг голямото пристанище на град Мтвара започва да работи и да приема кораби. Малко преди това, през 1950 г. силен циклон унищожава голяма част от града. През 1971 г. Линди става административен център на едноименния регион. През 1969 г. за да подпомогне развитието на града правителството премахва някои такси и облагането на част от селскостопанската продукция. Единствените инвестиции, които Линди получава от правителството са вложени във фабрика за обработка и пакетиране на кашу.
През 1985 г. градският съвет увеличава територията на града като включва в регулационните му граници Митуеро и още три села. Една от причините е към него да се приобщят терени за селскостопанска обработка.

## Градска среда
Градът е застроен с преобладаващо едноетажни и по-малко двуетажни жилищни сгради, като само няколко надвишават два етажа. Представлява особена смесица от арабска, индийска и съвсем малко колониална архитектура, като почти нищо не напомня за славното му минало. От 18 век на някои от сградите са останали входни врати с богата дърворезба, които все още са запазени. В центъра на Линди се извисяват две големи джамии, красив индуистки храм и часовникова кула, а пред пристанището се издига стара кръгла каменна кула. Интересно е да се видят още резиденцията на комисаря, обелискът в градината в близост до пристанището и минарето Оман. Голяма част от колониалните сгради сега тънат в разруха, останали са само няколко, които все още функционират, една от които е тази на полицейското управление.
В града има зеленчуков пазар, автогара, поща, няколко банки, от които две с банкомати, начални и средни училища, интернет кафене, многобройни барове и множество къщи за гости.(2) До пристанището за рибарски лодки е организиран още един малък пазар, където може да се купи прясна, току-що изпечена риба.(7) В центъра има много арабски и индийски магазини като наследство от процъфтяващата търговия на града в миналото. В централната част на града е построен и малък футболен стадион.
В Линди се намират няколко ресторанта – чистият и с добра храна „Малайка“, „Джордж Вашингтон“ до автогарата, както и бар „Титаник“, често посещаван от чуждестранни туристи. Близо до часовниковата кула се намира една от къщите за гости – Нанколоуа, а до автогарата е друг добър ресторант „Maji Maji“. На север от пристанището до пазара за плодове и зеленчуци е изградена Крайбрежната къща за гости, но около нея няма никакви ресторанти. На самото крайбрежие на Индийския океан се намира хотел „Линди“, хотел „Adela Kubwa“ е един от най-добрите, а в хотел „Oceaniki“ понякога се организират вечери с програма.
Най-голямата забележителност на Линди и негова главна атракция са големите и чисти плажове в северната част на града.

## Климат
Климатът на Линди се характеризира с два сезона – сух и дъждовен. Като цяло градът и районът около него се намират в една от сухите зони на страната. Средногодишните валежи тук са между 700 mm и 1000 mm.

## Население
Населението на града нараства бавно в сравнение с останалите по-големи селища в страната, което се дължи основно на липсата на работни места. През 1978 г. то е наброявало 27 308 души, през 1988 г. жителите са нараснали на 41 587. През следващите 14 години не се наблюдава никакво увеличение и през 2002 г. населението е почти същото – 41 549 души.
В града живеят доста арабски и индийски търговци, притежаващи по-голямата част от бизнеса в него. Преобладаващата религия сред населението е ислямът.

## Икономика
В града няма изградени фабрики, а населението се занимава основно с риболов, земеделие, зеленчукопроизводство и производство на морска сол. Риболовът е концентриран в плитките крайбрежни води поради ограничените възможности на плавателните съдове, които се ползват. Това обикновено са гребни и плоскодънни лодки с платна и канута.
Населението се занимава най-вече с дребно земеделие. Обработваемите земи обаче се намират на около 20 km извън града, придвижването до тях е трудно и отнема доста време. Земеделските растения, които поддържат икономиката на града са кокосовите палми и кашуто. Кокосовите орехи се превозват и продават в региона, а кашуто се изнася с кораби до Индия. През 1975 г. добивът и производство на кашу изпадат в тежка криза и чак през 1990 г. отново бележат подем. Сега благодарение на кашуто градът се включва към международната търговия. Отглеждат се и някои нетрадиционни култури като зеленчуци и домати. Развитието на търговията с тях обаче върви бавно заради лошите транспортни услуги и недостига на пазари за тях. Отглеждането на кашу и кокосови орехи, най-печеливши в земеделието, е в ръцете на хората над 40-годишна възраст. По-младите отглеждат предимно царевица, сорго и слънчоглед. Животновъдството почти не е развито в района.
Единствената фабрика в града, тази за обработка и пакетиране на кашу не работи от 1980 г. Има едно малко преработвателно предприятие с хладилни камери и съоръжения за съхранение на риба, в което се използват четири традиционни методи за съхранение – осоляване и сушене на слънце, сушене и опушване, пържене и замразяване. Има и функционираща дъскорезница, собственост на Aqeel Traders Ltd, производители и износители на дървесина.
Голяма част от жените се занимават с продажба на хранителни стоки, а по-младите мъже работят обикновено в строителството, във фермите или извозват селскостопанската продукция. Друг развит отрасъл е производството на дървени въглища.
Липсата на промишлени предприятия води до увеличаване на безработицата в града и миграцията на млади хора към Дар ес Салаам и други градове в страната расте непрекъснато. Градът продължава бавно да запада.

## Транспорт
Пътищата в града и района са в много лошо състояние. По време на дъждовния период достъпът до него по суша е невъзможен, като това може да се осъществи само по въздух или вода. Един стар асфалтов път свързва Линди с град Мтвара на юг, минавайки през Микиндани, бивш важен арабски търговски център. Разработва се проект за шосейна връзка на север с Дар ес Салаам.
В града има малко пристанище, което може да приема на док по максимум два неголеми кораба едновременно, а поради плитките води на него не могат да акостират големи океански съдове. Изградено е по времето, когато Линди е бил важен център на производството на сизал и големи количества от него са извозвани по вода. С навлизането на евтини синтетични въжета производството и износът на тази стока западат.
В чертите на града се намира и още едно пристанище, предназначено за рибарски лодки. От него тръгват редовни рейсове по вода до Kilwa Masoko, Kilwa Kivinje и остров Мафия. Оттук отплуват и товарни лодки за да Дар ес Салам, Занзибар и Мозамбик.
На 25 km северно от града се намира летището на Линди само с една неасфалтирана писта. Извършват се два редовни полета дневно.

## Здравеопазване
В града се намира Окръжна болница Sokoine, която обслужва целия административен регион.

## Водоснабдяване и канализация
Градът страда от недостиг на вода, а водоснабдителната мрежа осигурява едва 65% от нуждите на населението. Останалата вода се добива от традиционни източници, главно от изкопани кладенци. Линди все още няма изградена канализационна система.
Поради изменението и общото засушаване на климата капацитетът на устойчивите водоизточници на града намалява. През 2000 г. три извора в Китунда, използвани за водоснабдяването на града пресъхват напълно. През 1993 г. количеството вода, доставяна от всички водоизточници е 6735 m3/ден, а през 2002 г. то намалява на 1170 m3/ден. След като през 2002 г. Министерството на водите и напояването провежда рехабилитация на съществуващите водоизточници, притокът на вода към града се увеличава на 3000 m3/ден. Капацитетът на източниците, снабдяващи града с вода преди рехабилитацията е:
- Всички сондажи в Китунда – 450 m3/ден
- Поток Mongo – 300 m3/ден
- Поток Liwayawaya – 240 m3/ден
- Поток Mbanja – 189 m3/ден
- Три сондажа в Митуеро – 250 m3/ден
- Плитък кладенец с помпа в Мпилипили – 80 m3/ден[2]